# Scheve jachthorenslak
De scheve jachthorenslak (Vallonia excentrica) is een slakkensoort uit de familie van de Valloniidae. De wetenschappelijke naam van de soort is voor het eerst geldig gepubliceerd in 1893 door Victor Sterki.

## Kenmerken
Het dikke, schijfvormige huisje van de scheve jachthorenslak is 1,1 tot 1,4 mm hoog en 2 tot 2,5 mm breed. Het heeft windingen van 2 'tot 3' die snel en regelmatig toenemen. Het laatste kwart van de laatste winding neemt bijzonder snel toe, zodat de schelpomtrek duidelijk ovaal wordt. De eerste bochten steken slechts weinig tot zeer weinig af van het niveau van de bochten. Het embryonale omhulsel beslaat 1 1/8 windingen. De windingen zijn slechts licht gebogen aan de omtrek en van elkaar gescheiden door ondiepe naden. In de dwarsdoorsnede omarmen de windingen elkaar vrij sterk. De laatste winding loopt in het kransvlak gezien vanaf de zijkant, of loopt soms zelfs iets op. De steile en diepe navel is enigszins excentriek en relatief erg smal; het neemt slechts ongeveer een kwart van de maximale behuizingsdiameter in beslag.
De mond is bijna rond. Het estuariumniveau is relatief slechts licht hellend. De twee bevestigingspunten van de mondrand liggen ver uit elkaar en zijn verbonden door een min of meer sterke callus die in het midden naar de mond toe is ingesprongen, transparante of, indien dikkere, witachtig ondoorzichtige callus. De eigenlijke mondzoom is slechts licht verbreed en buigt geleidelijk naar buiten. Het is aan de binnenzijde voorzien van een dikke, ringvormige lip, die bol over het snuitvlak uitsteekt. De embryonale schaal vertoont een zeer fijne segrijn (alleen zichtbaar onder de microscoop), is verder niet gesculpteerd. De teleoconch vertoont alleen onregelmatige groeistrepen die glad lijken. Het oppervlak heeft een wasachtige glans.
De sterke schaal is vaak lichtgeel van kleur, verder melkachtig wit en transparant. De binnenlip schijnt door de behuizing naar buiten. In het hermafrodiete seksapparaat zijn de uitwerproutes van de mannelijke seksproducten vaak verminderd (aphalisch).

### Vergelijkbare soorten
De schijfvormige schelp lijkt op die van de fraaie jachthorenslak (Vallonia pulchella), maar is meestal gemiddeld kleiner en het laatste kwart van de laatste krans is duidelijk vergroot. Hierdoor lijkt de omtrek van de behuizing elliptisch.

## Verspreiding en leefgebied
De scheve jachthorenslak heeft een enorm, bijna Holarctisch verspreidingsgebied. In het noorden strekt het zich uit tot ongeveer 60° noorderbreedte, zelden zelfs verder naar het noorden. In Eurazië strekt het zich uit naar het zuiden tot de Pyreneeën, Noord-Italië (Abruzzo), Kroatië, Roemenië en Bulgarije, verder naar het oosten tot Azerbeidzjan en China. In Noord-Amerika lijkt het voorkomen beperkt te zijn tot de oostelijke delen van de Verenigde Staten en Canada. In Canada is de soort gemeld uit Newfoundland, Quebec, Nova Scotia en Ontario, in de VS uit de staten New York, Massachusetts, Mississippi, New Jersey, Ohio, Pennsylvania en Virginia. Inmiddels is het ook antropogeen getransporteerd naar andere regio's (China, Zuid-Afrika, Australië, Nieuw-Zeeland).
De soort geeft de voorkeur aan koelere, open, meestal droge leefgebieden op kalkhoudende ondergrond, zoals kortgroeiend gazon, puin, zandduinen. Het komt meestal niet voor in bossen en moerassen. Het verdraagt echter minder kalkrijke bodems dan bijvoorbeeld Vallonia costa. In Zwitserland komt het voor tot 1500 meter boven zeeniveau, in Bulgarije tot ongeveer 1200 meter.